# アドレーヌ・ゲディウラ
アドレーヌ・ゲディウラ（Adlène Guedioura 、1985年11月12日 - ）は、フランス共和国ヴァンデ県ラ・ロッシュ＝シュル＝ヨン出身のプロサッカー選手。アルジェリア代表。ポジションは、ミッドフィールダー。

## 来歴
2010 FIFAワールドカップに向けたメンバー発表でアルジェリア代表初招集。2010年5月28日のアイルランド代表戦でアルジェリア代表デビュー。ワールドカップではグループステージの3試合全てに途中出場したが、アルジェリア代表は最下位でのグループステージ敗退に終わった。2010年9月3日のアフリカネイションズカップ2012予選・タンザニア戦で初ゴール。

## 代表歴

### 出場大会
- アルジェリア代表
  - 2010 FIFAワールドカップ

### 試合数
- 国際Aマッチ 62試合 2得点（2010年-2022年）[3]

| アルジェリア代表 | 国際Aマッチ | 国際Aマッチ |
| 年               | 出場        | 得点        |
| ---------------- | ----------- | ----------- |
| 2010             | 7           | 1           |
| 2011             | 2           | 0           |
| 2012             | 8           | 0           |
| 2013             | 10          | 1           |
| 2014             | 3           | 0           |
| 2015             | 2           | 0           |
| 2016             | 2           | 0           |
| 2017             | 6           | 0           |
| 2018             | 1           | 0           |
| 2019             | 14          | 0           |
| 2020             | 3           | 0           |
| 2021             | 3           | 0           |
| 2022             | 1           | 0           |
| 通算             | 62          | 2           |

### 得点
2016年9月17日現在
| #  | 開催日        | 会場                   | 対戦国     | スコア | 結果 | 試合概要                           |
| -- | ------------- | ---------------------- | ---------- | ------ | ---- | ---------------------------------- |
| 1. | 2010年9月3日  | Stade Mustapha Tchaker | タンザニア | 1–1    | 1–1  | アフリカネイションズカップ2012予選 |
| 2. | 2013年8月14日 | Stade Mustapha Tchaker | ギニア     | 1–0    | 2–2  | 親善試合                           |

## 人物
父のナセルもアルジェリア代表選手だった。母はアルジェリア人とスペイン人のハーフで、スペインでバスケットボール選手として活躍した。弟のナヴィルもサッカー選手で、クリスタル・パレスU-21に所属していた。
ムスリムである。